# Божехово
Божехово (пол. Borzechowo, нім. Bordzichow, 1942-45: Borschau) — село в Польщі, у гміні Зблево Староґардського повіту Поморського воєводства.
Населення — 982 особи (2011).
У 1975-1998 роках село належало до Гданського воєводства.

## Демографія
Демографічна структура станом на 31 березня 2011 року:
|          | Загалом | Допрацездатний вік | Працездатний вік | Постпрацездатний вік |
| -------- | ------- | ------------------ | ---------------- | -------------------- |
| Чоловіки | 488     | 108                | 343              | 37                   |
| Жінки    | 494     | 115                | 294              | 85                   |
| Разом    | 982     | 223                | 637              | 122                  |